# Formula–1 New Jersey-i nagydíj
A Formula–1 New Jersey-i nagydíj egy Formula–1-es futam lett volna, amelyet a Port Imperial Street Circuit nevű utcai versenypályán szerettek volna megrendezni New Jerseyben 2013-tól. Eredetileg a nagydíj megrendezése a 2014-es szezonra csúszott, de végül nem került be a versenynaptárba, így soha nem is készült el a Hermann Tilke által tervezett pálya.

## Futamgyőztesek
| Év   | Győztes pilóta | Győztes konstruktőr | Pálya      |
| ---- | -------------- | ------------------- | ---------- |
| 2014 | Nem rendeztek  | Nem rendeztek       | New Jersey |
| 2013 | Nem rendeztek  | Nem rendeztek       | New Jersey |

## Fordítás
- Ez a szócikk részben vagy egészben  a   Grand Prix of America című angol Wikipédia-szócikk fordításán alapul.  Az eredeti cikk szerkesztőit annak laptörténete sorolja fel. Ez a jelzés csupán a megfogalmazás eredetét és a szerzői jogokat jelzi, nem szolgál a cikkben szereplő információk forrásmegjelöléseként.